# Manglerud (metrostation)
Manglerud is een metrostation in de Noorse hoofdstad Oslo. Het station werd geopend op 28 april 1957 en wordt bediend door de lijnen 1 en 4 van de metro van Oslo.